# إقليم فالبارايسو

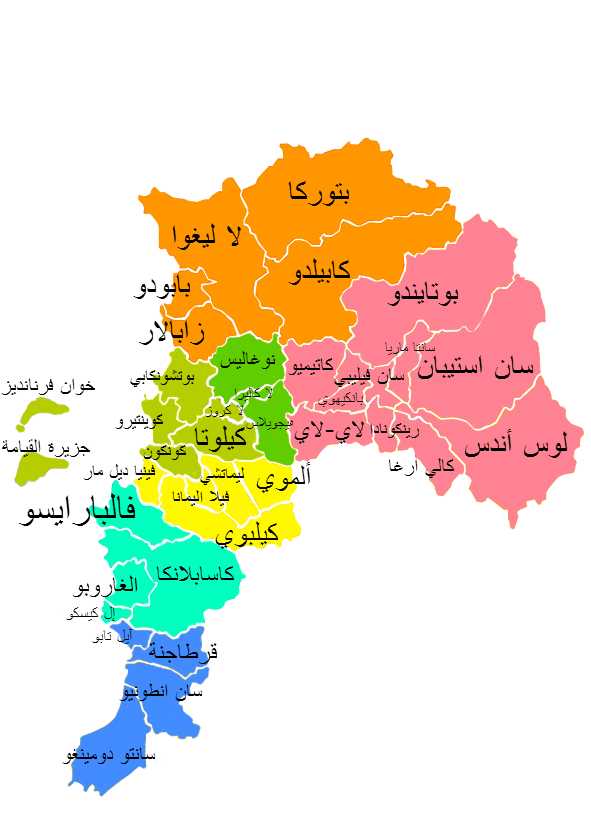
خريطة منطقة فالبارايسو

إقليم فالبارايسو الخامس (الإسبانية: V Región de Valparaíso) هو واحد من 15 أولا التقسيمات الإدارية في تشيلي. عاصمة الإقليم هي فالبارايسو

## جغرافيا
تقع الإدارة في وسط تشيلي و تحاذي الحدود مع الأرجنتين ويحدها المحيط الهادئ من الغرب وهي ثالث أصغر الأقاليم مساحة إذ تبلغ مساحتها 16,396 كم 2 (6,331 ميل مربع)
الموقع
ويحدها الأقاليم التالية :
- إقليم كوكيم
- إقليم ليبرتادور جنرال برناردو أوهيغينز
- إقليم سانتياغو متروبوليتان

## ديموغرافيا
بلغ عدد سكانها 1,539,852 نسمة (في عام 2002)
وهي المنطقة الثانية في تشيلي من حيث الكثافة السكانية بعد منطقة العاصمة سانتياغو .

## انظر ايضاً
أقاليم تشيلي